# 陰謀
陰謀（いんぼう、英:plotあるいはconspiracy）とは、人に知られないように練る計画のこと。
ほぼ同じ意味で「謀略」や「謀議」の語も用いられる。歴史的に古い陰謀事件は「～の変」と呼ばれていることもある。

## 概説
この表現には何らかの価値判断（"悪い"という判断）が含まれている。よって、立場によって表現が異なることがある。
計画を練っている側の人らは、通常それを「陰謀」などとは呼ばない。一般に単に「計画」や「作戦」などと呼ぶ。あるいはせいぜい「極秘作戦」などといった表現である。
また、まったく同じ事象であっても、それが「陰謀」と表現されると拒絶し、「戦略」と表現されると受け入れる人もいるという。
一般に、相手にとっては不利となる行為を計画する時、人（グループ）は計画を練っていること自体を相手に伏せる。例えば、何らかの事情・目的で人を暗殺しようと考えている人やグループは、その実行計画を表立っておおっぴらに練ったりはしない。当然ながら相手側に知られないようにその計画を練る。暗殺されそうになっている（されそうになった）側から見れば、その暗殺計画は「陰謀」ということになる。
権力闘争が行われている場で、2つの派が争い、片方の計画の実行が阻止されその計画者が滅ぼされれば、その計画は「陰謀」だったと表現されるようになる。反対に計画が成功し、計画者が敵対勢力を滅ぼせば、計画から実行までを含めて「革命が成功した」などといったように表現されるようになることが多い。一例を挙げれば、中臣鎌足らが練った暗殺計画なども、結果としてそれが成功し、計画者が実権を握る側になったため、暗殺計画立案からその後の一連の行動は「大化の改新」と呼ばれるようになったが、事前に計画が漏れ逆に殺されていれば、その計画は「陰謀」と記述されるようになったことになる。
上記のような歴史的な事例、特にすでに片方の勢力が滅びてしまったような例では、表現が比較的安定・定着するが、存命中の人やグループ同士の争い、決着がついていない争いなどでは（例えば進行中の、政治家同士の争いや国際紛争などでは）互いの計画・作戦・行動を「陰謀」と呼び糾弾し合っているような例は枚挙にいとまがなく、何が陰謀で何が良い計画・作戦・行動なのかはっきりしないことも多い。
また、陰謀の具体的な内容としては、暗殺などの生命を奪うこと以外にも、社会的な良識が重んじられる職務に就いている男性が標的となっている場合などでは、女性を近づけ性的に誘惑しそのスキャンダルを公表することで失脚を謀る、などといったことも行なわれることがある。

## 君主にとっての陰謀
君主が命を落としたり実権を失ったりする原因は、目に見える戦争より、秘密裏に進められる計画すなわち「陰謀」によることが多いとされる。君主に向かって公然と戦いを挑む実力を持つ人は少数であるが、密かに計画を練ることができる人はいくらでもいる。君主側から見れば、君主でいつづけるためには陰謀の研究が重要になるという。

### 陰謀の原因
君主に対して陰謀が起きる原因は、他でもない、君主が人民から憎まれるようなことをすることである。人民が秘密裏に行動を起こそうとする一番の動機は「君主の支配下に苦しんでいる人々・祖国に自由を取り戻そうとする」ことである。例えば、カエサルに対してブルータスが行動を起こした動機や、ローマを我がもの顔で支配したファラリス家、ディオニシオス家などを人々が武器で襲った動機も上記の動機によるという。
したがって、君主が「陰謀」で殺される危険を避けたかったら、まず第一にその僭主的な政治のやり方を止めるべきだとされる。それを止めることができない者は必ず「陰謀」にあい、悲惨な運命を甘受しなければならないとされる。
良い君主であれば、本来、陰謀はさほど恐れる必要は無いという。だが、独裁者の多くは非常に陰謀を恐れて、人々に過酷な刑罰を課し、人々を疑い、無実の人に罪があるとし、結果として自ら「陰謀」を誘発しているという。ヒトラー、スターリン、毛沢東などはその例ともされる。

### 陰謀を行う人数
陰謀は1人で行うものと数人で行うものがあるとされ、数人で行う計画は、君主に近いひとたちによるものが多いとされる。その動機としては、(1)君主から迫害されたため (2)君主から恩顧を与えられすぎ、いつしか君主の権力自体が欲しくなったためという。

### 難しさ
計画を実行できる人は実際は多いのだが、実行に移す人はわずかで、実行に移した人の多くが失敗してしまうという。計画、実行、収穫の3段階のそれぞれで危険をおかさなければならない。最大の危険は相手に知られてしまうことだという。露見は、密告によって起きる場合と、慎重さを欠く人のせいで相手に感づかれる場合があるという。1人で行う場合は、第一段階での危険は無い。だが、1人で実行する勇気がある人は比較的稀だという。数人で行う場合は、実行前に露見してしまう可能性が高いことが最大の危険だという。

## 行政から見た陰謀
概説に説明したごとく、基本的に、ある視点から見て敵対的な人・グループによる秘密裏の計画が「陰謀」と呼ばれるので、行政府や国家は、行政府や国家の視点から見て敵対的なもののそれを真っ先に「陰謀」と表現することになる。
例えば日本の法律で言えば、内乱に関する法律（刑法第77条～第80条、内乱罪の規定）などに、「陰謀」といった表現が用いられている。

## 市民から見た陰謀
近・現代になってからは、各国において、憲法などで国民・市民が主役であること、主権を持っていること（国民主権）が明記されることも増えているわけであるが、市民は、市民の視点から見て好ましくないと感じられる計画や戦略を「陰謀」と呼ぶことがある。
例えば、通常、企業の経営者や経営幹部は「経営計画」や「ビジネスモデル」などと呼ばれるものを練り上げ、それを実行に移しているが、市民の視点から見て好ましくないと思われることを企業がこっそりと計画・実行していることを「陰謀」と呼ぶ人もいる。たとえば、企業が、独占禁止法に抵触したり抵触すれすれの仕組みを市場において作りあげてしまい、価格をつりあげ荒稼ぎをし、結果として市民が高いお金を払い続けなければならないような状況になっている時、そのような状況を作り出している（企業内部の）計画や一連の行為を「陰謀」と呼ぶ人もいる。
また、現代では多くの国家がそれぞれ情報機関を抱えており、相当の予算が組まれ数千人～数万人規模の職員がおり、そこでは日夜、職務として、一般には公開しない計画（とても公開できないような計画。盗聴や買収による情報入手、破壊工作、市民の拉致や要人の誘拐、暗殺まで含む）を練り、それを実行に移しているが、一般に人々は自分が属さない国（外国）の諜報機関が練っている計画や行動に関しては、好ましくないものと感じているので、それらの計画や行動は「陰謀」と呼ばれることがある。例えば、アメリカ合衆国の市民から見れば、ロシア対外情報庁（かつてならばKGB）の職員による計画・戦略などは「陰謀」と見なされることがあるわけであるし、反対にロシアの市民や中華人民共和国の市民から見れば、アメリカ合衆国のCIAの職員による計画・戦略などは「陰謀」と見なされることがある。また、欧米諸国や中国の市民の視点から見れば、日本の軍部による秘密計画や謀略は「陰謀」と見なされることがある。
又、国際的なビジネス戦争の問題でしばしば指摘されるように、国際的な企業組織が国家の枠組みを超えて構築した権益によって得た利益の増大や保持を図って、国際政治的な信頼関係を損ねる行動を選択したり、企業の利益に国家の政策を従属させるように（政治献金や商業活動などを盾に）働きかける場合も、「陰謀」と見なされる。

## 日本における歴史上の陰謀
- 乙巳の変（622年）、承和の変（842年）、応天門の変（866年）
- 正中の変（1324年10月）、元弘の変（1331年）、嘉吉の変（1441年）
- 本能寺の変（1582年）
- 慶安の変（1651年）、承応の変（1652年）
- 桜田門外の変（1860年）、坂下門外の変（1862年）、朔平門外の変（1863年）、天誅組の変（1863年）

関係者
- 忍者（「しのび」「スッパ」「草の者」などとも）、伊賀衆、甲賀衆。また雑賀衆、根来衆など
- 隠密
- 浪人

## 職場の人間関係における「社会的陰謀」
Duffy,Ganster, & Pagon (2002年）は、社会的陰謀（social undermining）とは「好ましい人間関係、仕事に関する成功や好ましい評判を確立したり維持する可能性を妨害しようとする行動」と定義されるとしている。社会的陰謀は（ターゲットが気づかないうちに）ターゲットの評判を徐々に悪くする行為のように潜行的で陰険なものであるとされる。その測定尺度としてDuffy et al.（2002）によって作成された陰謀尺度（undermining items）があるとされる。

## 陰謀という表現が比較的定着している出来事
- カティリナの陰謀（紀元前63年）
- 鹿ケ谷の陰謀（1177年）
- 癸酉靖難（1453年に朝鮮で起こった政権の奪取、および粛清事件）
- パッツィ家の陰謀（1478年）
- 火薬陰謀事件（1605年）
- カトリック陰謀事件（陰謀の捏造事件。1678年-1681年）
- ライハウス陰謀事件（1683年）
- ヴェッシェレーニ陰謀（17世紀）
- アタベリー陰謀事件（1722年）
- ミナスの陰謀（1789年に発覚したブラジル独立のための陰謀）
- 仕立屋の陰謀（1798年）
- トマス・ハインズ#北西部陰謀（1864年）
- 朝鮮陰謀事件（105人事件）（1910年）
- 右翼トロツキスト陰謀事件（陰謀のでっちあげ。1938年）
- 合同本部陰謀事件（cf. 大粛清）

## その他、陰謀であった事件
- メイン号事件（1898年）
- トンキン湾事件（1964年）

## 人物
- ティトゥス・ユニウス・ブルトゥス（紀元前5世紀）
- ジョン・ド・ヴィアー (第13代オックスフォード伯) （1442 - 1513）
- アンリ2世 (ギーズ公)（1614 - 1664）
- サン＝マール侯爵アンリ・コワフィエ・ド・リュゼ（1620 - 1642）
- ルイ・オーギュスト・ド・ブルボン（1670-1736）
- タレーラン（1754-1838）
- ルイ・アントワーヌ・ド・ブルボン＝コンデ （1772 - 1804）
- チラデンチス
- スタンリー・クール・ホーンベック（1883-1966）
- ハリー・ホプキンス（1890-1946）
- サルヴァトーレ・リイナ （1930-）
- 伊東重孝
- 藤原信隆
- 薬師寺元一
- 本因坊丈和
- ジェレミー・ソープ（1929 - 2014）、ソープ事件

## 陰謀が関係するフィクション・作品
- 陰謀のセオリー
- 柳生一族の陰謀
- 忠臣蔵 瑤泉院の陰謀
- 大いなる陰謀
- エリザベス1世 〜愛と陰謀の王宮〜
- ハワード・ザ・ダック/暗黒魔王の陰謀
- ザ・センチネル/陰謀の星条旗 (2006年）
- ゼイリブ（マスメディアでサブリミナル技法が用いられ、人々に商品やサービスを買いお金を使うようにさせていることを戯画的に描いた作品）[注 3]